# بببرستكك (بيدفوردشير)
بببرستكك (بالإنجليزية: Pepperstock)‏ هي قرية تقع في المملكة المتحدة في شرق انجلترا.